# First City Tower
First City Tower – wieżowiec w Houston w Stanach Zjednoczonych. Stoi on w centrum miasta. Ma 202 metry wysokości i 49 pięter. Zajmuje 14. miejsce wśród najwyższych w Houston, natomiast w kraju jest poza najwyższą setką. Został wykonany w stylu późnomodernistycznym, a zaprojektowała go firma Morris-Aubry. Budowa zakończyła się w 1981 roku. Wykorzystywany jest w celach biurowych. Mieści się tutaj siedziba firmy Waste Management. W fasadzie budynku widać wyraźne wycięcia. Znajdują się one w miejscach, gdzie są szyby wind. Układają się one w literę "F". Zrobiono to specjalnie dla największego dzierżawcy budynku First City Bank.